# Ecdeiocoleaceae
Las ecdeiocoleáceas (nombre científico Ecdeiocoleaceae) forman una pequeña familia de plantas monocotiledóneas con sólo dos géneros monotípicos (uno de ellos descripto recién en 1998), presentes en el sudoeste de Australia.  La familia fue reconocida por sistemas de clasificación modernos como el sistema de clasificación APG III (2009) y el APWeb (2001 en adelante).

## Descripción
Las hojas son reducidas, con vaina cerrada y aurículas. Las plantas son monoicas, con el tallo ramificado, con inflorescencias parecidas a las espiguillas, el perianto tiene 6 piezas en total, siendo 4 piezas planas y las otras dos conduplicadas y formando una quilla. El fruto es seco, con 1 sola semilla.

## Filogenia
La familia pertenece al "núcleo de los Poales", ver Poales para una discusión sobre este clado.

## Taxonomía
La familia fue reconocida por el APG III (2009), el Linear APG III (2009) le asignó el número de familia 105. La familia ya había sido reconocida por el APG II (2003).
Dos géneros, dos especies. La lista junto con la publicación válida, distribución y hábito de cada uno, según Royal Botanic Gardens, Kew (visitado en enero del 2009):
- Ecdeiocolea F.Muell., Fragm. 8: 236 (1874). 1 especie:
  - Ecdeiocolea monostachya F.Muell., Fragm. 8: 236 (1874). SO. de Australia. Hemicriptófita o geófita rizomatosa.
- Georgeantha B.G.Briggs & L.A.S.Johnson, Telopea 7: 307 (1998). 1 especie:
  - Georgeantha hexandra B.G.Briggs & L.A.S.Johnson, Telopea 7: 308 (1998). OSO. de Australia. Geófita rizomatosa.
- Stevens, P. F. (2001 en adelante). «Ecdeiocoleaceae». Angiosperm Phylogeny Website (Versión 9, junio del 2008, y actualizado desde entonces) (en inglés). Consultado el 30 de enero de 2009.